# Leucobryum flavo-mucronatum
Leucobryum flavo-mucronatum är en bladmossart som beskrevs av C. Müller 1879. Leucobryum flavo-mucronatum ingår i släktet Leucobryum och familjen Dicranaceae. Inga underarter finns listade i Catalogue of Life.